# Александра (фрегат, 1827)
Алекса́ндра — парусный фрегат Российского императорского флота.

## Основные характеристики
Относился к рангу 44-пушечных фрегатов, однако был вооружён 54 орудиями.
- Водоизмещение = около 1950 тонн[2];
- Длина по верхней палубе = 48,6 м[2];
- Ширина по мидель-шпангоуту = 12,7 м[2];
- Осадка = 3,9 м[2];
- Арт. вооружение = 54 ор.[2]. (24-фн — по штату[3]);
- Экипаж = 340/430 человек[2].

## История службы
Парусный фрегат «Александра» был заложен на стапеле Соломбальской верфи 15 (27) июля 1826 года и после спуска на воду вместе с фрегатами «Мария» и «Ольга» 21 мая (2 июня) 1827 года вошёл в состав Балтийского флота России. Строительство корабля вёл кораблестроитель в звании капитана Корпуса корабельных инженеров В. А. Ершов.
В июле-августе 1827 в составе отряда перешел из Архангельска в Кронштадт.

### Участие в войне с Турцией 1828—1829
- В составе эскадры контр-адмирала П. И. Рикорда в июне 1828 вышел из Кронштадта в Средиземное море и в 9.1828 прибыл в Ла-Валлетту.
- 12 октября 1828 фрегат «Александра», покинув Мальту, вышел в крейсерство в Архипелаг.
- В феврале 1829 с эскадрой вице-адмирала графа Л. П. Гейдена прибыл к Дарданеллам для блокады пролива.
- 27 апреля 1829 вместе с эскадрой ушел в крейсерство в Архипелаг.
- 17 января 1830 с эскадрой контр-адмирала М. П. Лазарева ушел из Архипелага и 13 мая 1830 вернулся в Кронштадт.
- В июле-сентябре 1830 находился в практическом плавании в Финском заливе.
- В 1832—1834 и в 1836—1840 в составе эскадр и отрядов находился в практических плаваниях в Финском заливе и Балтийском море.
- 3 июля 1836 на Кронштадтском рейде участвовал в торжественной встрече Балтийским флотом ботика Петра I.
- В 1845 разобран, из набора фрегата в 1847 построена шхуна «Опыт».

## Командиры фрегата
Командирами фрегата «Александра» в составе Российского императорского флота в разное время служили:
- барон Е. А. Шлипенбах (1827—1829);
- Р. П. Бойль (1830);
- П. П. Ремберг (1832—1836);
- П. С. Лутковский (1837—1839);
- Д. И. Кемецкий (1840).

### Комментарии
1. ↑  В книге Л. И. Голенищева-Кутузова «О судах Балтийского флота, построенных со времени вступления на престол государя императора Николая Павловича» ошибочно указывается дата закладки 15 (27) июня 1826 года[4].
2. ↑  Строительство всех трёх фрегатов длилось 11 месяцев и 6 дней[4].
3. ↑  В книге Л. И. Голенищева-Кутузова «О судах Балтийского флота, построенных со времени вступления на престол государя императора Николая Павловича» строителем всех трёх фрегатов называется генерал-майор Корпуса корабельных инженеров А. М. Курочкин[4].